# Jakob Gottlieb Wurm

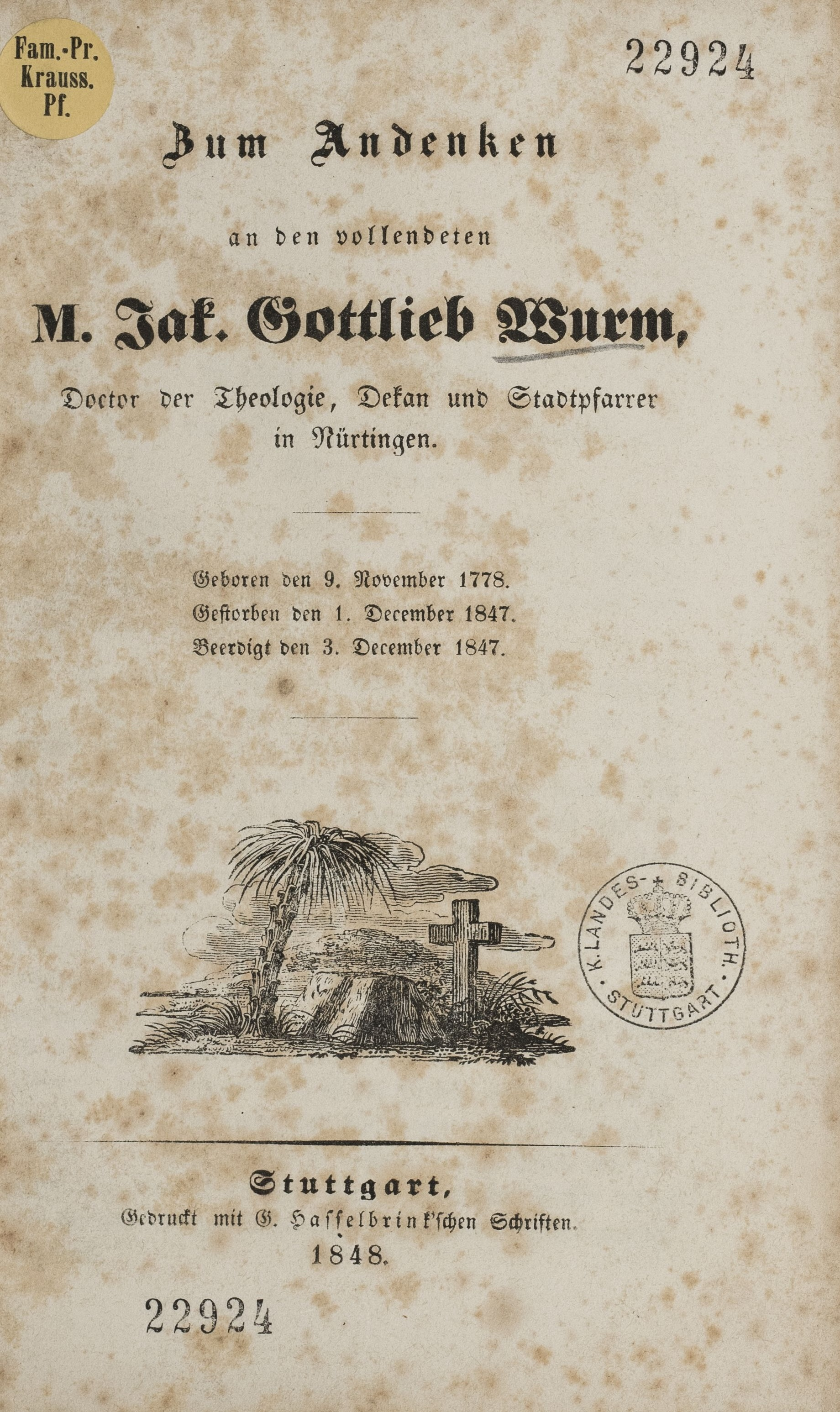
Gedenkschrift nach der Beerdigung 1847

Jakob Gottlieb Wurm (* 7. November 1778 in Oberensingen; † 1. Dezember 1847 in Nürtingen) war ein deutscher  evangelischer Pfarrer und Professor in Württemberg.

## Familie
Zusammen mit seinem Bruder, dem Pfarrer Johann Friedrich, war er Glied der wurmschen Pfarrer-Dynastie, die von seinem Vater über fünf Generationen bis zum württembergischen Landesbischof Theophil Heinrich (1868–1953) reichte.
Als Sohn des Pfarrers Gottlieb Friedrich Wurm (1733–1803) und dessen zweiter Ehefrau, der Pfarrerstochter Johanna Katherina Ziegler (1744–1805), wurde er als jüngstes Kind von sieben in eine Familie des theologisch geprägten Bildungsbürgertums hineingeboren.
Er heiratete am 1. März 1808 die Pfarrerstochter Charlotte Friederike Louisa Jäger (1787–1865), mit der er acht Kinder aufzog. Seine drei Söhne wurden ebenfalls Pfarrer:
1. Charlotte Emilie Friederike (* 1809), verheiratet mit dem Pfarrer Viktor August Jäger (1794–1864)
2. Johanna August Theodora (1810–1892)
3. eine Tochter mit unbekanntem Namen (ca. 1812–1824)
4. Johanna Christiana Friderica Beata (* 1814), verheiratet mit dem Pfarrer Karl August Theodor Hermann (1815–1901)
5. Gottlieb Christian (1815–1858), Dekan in Heidenheim, verheiratet mit Emma Jäger (1819–1892), Tochter des Pfarrers Gottlieb Friedrich Jäger
6. Maria Sophie Gottliebin (1817–1890)
7. Paul Friedrich (1819–1898), Pfarrer
8. Viktor Heinrich Immanuel (1823–1860), Pfarrer, Lehrer in Tempelhof bei Crailsheim und danach Bibliothekar am Tübinger Stift (ab 1855)

Sein Sohn Gottlieb Christian fertigte zur Beerdigung seines Vaters einen „Lebensabriss“ an und zitiert darin einen Lebenslauf des Verstorbenen, 1814 angefertigt für dessen Investitur (Amtseinweisung) als Diakon in Tübingen, abgedruckt in der Gedenkschrift Zum Andenken an den vollendeten M. Jakob Gottlieb Wurm, siehe Quellen, siehe Bild.

## Schule und Studium
Nach dem Besuch der Lateinschule in Nürtingen und den aufbauenden Klosterschulen in Blaubeuren und Bebenhausen studierte er an der Theologischen Fakultät Tübingen und erlangte dort den Baccalaureus (1797), Magister (1799) und später berufsbegleitend den Doktor (1817).

## Pfarrdienst und Lehrtätigkeit
Er war im württembergischen Pfarrdienst an mehreren Orten tätig. Höhepunkt seiner Karriere lag in Tübingen als Professor der Theologie an der Theologischen Fakultät der Eberhard Karls Universität 
(1815–1826) und als Superattendent (Aufseher) am Evangelischen Stift (1822–1826).
Er begann seine Laufbahn als Vikar bei seinem Vater in Sielmingen (1802) und bei seinem Schwiegervater Jakob Friedrich Jäger in Linsenhofen (1803). Danach wurde er als Repetent (Dozent) an die Theologische Fakultät Tübingen berufen (ab 1804), dann wieder in den Pfarrdienst als Diakon in Metzingen (ab 1808) und schließlich nach Tübingen in mehreren Funktionen (1814–1826): Subdiakon (1814), Professor der Theologie (1815–1826) und währenddessen auch Frühprediger (ab 1817) und später Superattendent am Tübinger Stift (1822–1826). In seiner letzten Lebensphase bis zu seinem Tod war er Pfarrer und Dekan in Nürtingen im Rang eines Oberkonsistorialrats (1826–1847).

## Schriften
Sein Sohn Gottlieb Christian bemerkt in seinem Nachruf: „Neue Bahnen zu brechen, war ihm nicht gegeben; gelehrte Leistungen, scharfsinnige Untersuchungen, selbstständige Fortbildungen des gegebenen Systems, an seinen Namen geknüpft, liegen nicht vor.“
In seinem Nachlass finden sich die Magisterarbeit, Interpretationen zu Bibelstellen, einige Predigten und Grabreden.